# Zeven
Zeven [ˈt͡seːvn̩] ist eine Stadt im Landkreis Rotenburg (Wümme) in Niedersachsen. Die Stadt Zeven bildet zusammen mit den Gemeinden Elsdorf, Gyhum und Heeslingen die Samtgemeinde Zeven.

## Geographie

### Lage
Die Gemeinde liegt in der Mitte des Städtedreiecks Bremerhaven, Bremen und Hamburg. Zeven liegt in der Zevener Geest und wird von der Mehde-Aue durchflossen, die etwa zwei Kilometer nördlich der Stadt in die Oste mündet.

### Ortsteile
Zu Zeven zählen die Ortsteile Aspe, Badenstedt, Bademühlen, Brauel, Brümmerhof, Brüttendorf, Hemel, Oldendorf und Wistedt.

### Nachbarorte
| Ostereistedt           | Seedorf                                     | Heeslingen |
| Kirchtimke             | Kompassrose, die auf Nachbargemeinden zeigt | Elsdorf    |
| Bülstedt und Oldendorf | Gyhum                                       | Elsdorf    |

## Geschichte

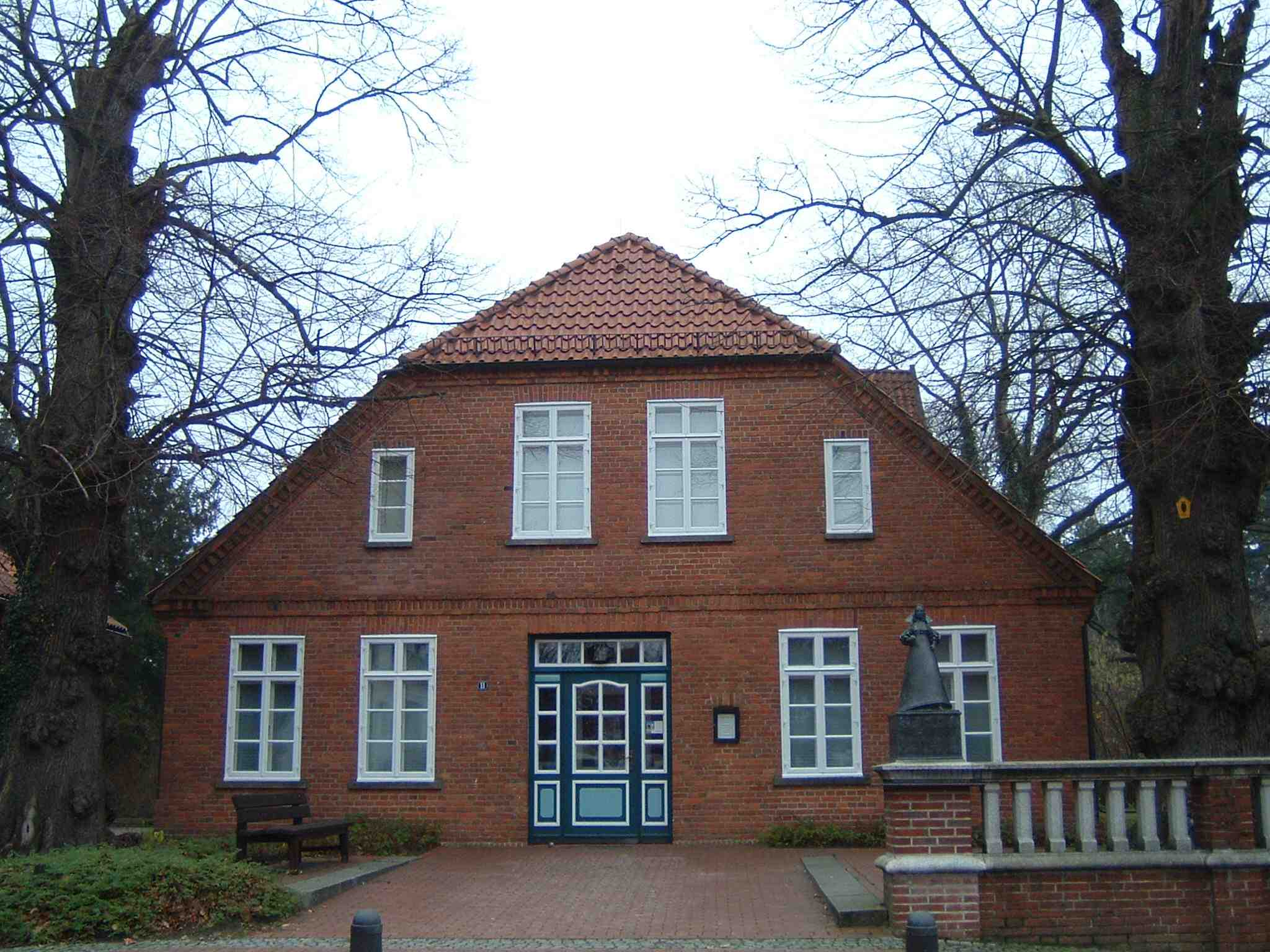
Das Königin-Christinen-Haus ist der älteste erhaltene Profanbau der Stadt

Zahlreiche Bodenfunde im Gebiet der Stadt und Samtgemeinde Zeven und mehr als 30 stein- und bronzezeitliche Hügelgräber belegen, dass die Besiedlung in und bei Zeven bis in die Vorgeschichte zurückreicht. Erstmals urkundlich erwähnt wurde der Ort 986 als „kivinan à Heeslingen“ (Kivinan zu Heeslingen) in der ältesten Urkunde des nahegelegenen Klosters Heeslingen, das 1141 nach Zeven verlegt wurde. An die älteste belegte Namensform Kivinan, ausgesprochen vermutlich ['ki:finan], erinnert die Kivinanstraße in Zeven. Spätere Namensformen sind Sciuena (1141), Cyuena (1158), Scevena und Tzevena. Der etymologisch nicht sicher erklärte Name blieb also recht lange dreisilbig, während das anlautende [k] früh zu [ts] verschoben wurde (Assibilierung).
Das Kloster Zeven, dessen Kirche seit einer Übertragung von Reliquien aus Corvey im Jahre 1231 unter dem Patrozinium des heiligen Vitus stand, spielte fortan eine wichtige Rolle für den Ort. Historisch bedeutsam war Zeven durch zwei hier stattfindende Ereignisse: zum einen durch eine Konferenz im Mai 1694 mit Vertretern Bremens und Schwedens, bei der über den Status von Stadt und Herzogtum Bremen beraten wurde, zum anderen durch die Zevener Konvention, bei der während des Siebenjährigen Krieges im September 1757 ein Waffenstillstand zwischen dem Befehlshaber der hannoverschen und dem der französischen Truppen unterzeichnet wurde. Die Regelung hatte allerdings keinen Bestand, da der britische König die Anerkennung verweigerte.

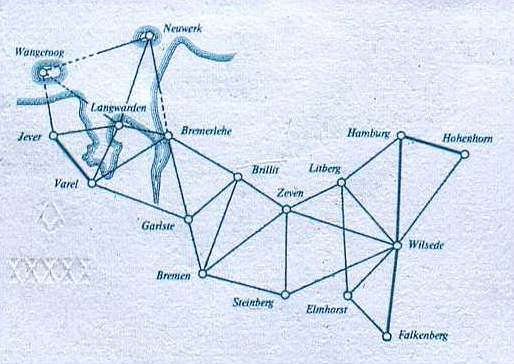
Ausschnitt der 10-Deutsche-Mark-Note mit Zeven als Messpunkt

Nach dem Wiener Kongress gehörte Zeven zum Königreich Hannover. Im Auftrag des hannoverschen Königs kam Carl Friedrich Gauß 1824/25 nach Zeven, um die trigonometrische Landesaufnahme des Königreichs abzuschließen. Vom Kirchturm der St.-Viti-Kirche aus nahm er Messungen vor. Ab 1866 gehörte Zeven zur preußischen Provinz Hannover. Der Flecken blieb Sitz eines Landratsamtes; ab 1885 regierte in Zeven ein königlich-preußischer Landrat.
Die Einwohnerzahl blieb in dieser Zeit fast hundert Jahre lang konstant bei rund 1200. Insbesondere wegen der grassierenden Cholera und vielen Auswanderern nach Amerika nahm die Bevölkerung nicht zu. Erst zum Beginn des 20. Jahrhunderts konnte ein Aufschwung verzeichnet werden. 1906 kam es zur Eröffnung der Bahnstrecke von Zeven nach Rotenburg (Wümme) und Zeven erhielt eine Straßenbeleuchtung in Form von Öllampen. 1929 wurde Zeven der Übergang zur städtischen Verfassung gestattet. Der Landkreis Zeven wurde allerdings kurz darauf 1932 aufgelöst und mit Bremervörde zu einem neuen Landkreis Bremervörde zusammengeschlossen.
Mit der Machtergreifung von 1933 verschlechterten sich die Lebensbedingungen für die jüdischen Bewohner von Zeven. Bei den Novemberpogromen von 1938 wurden alle 21 jüdischen Bewohner gewaltsam aus ihren Wohnungen geholt, auf einen offenen Lastwagen geladen und unter Gehupe durch die Straßen gefahren. Sie wurden ins Gerichtsgefängnis nach Geestemünde gebracht. Die Männer verschleppte man danach über Wesermünde in das KZ Sachsenhausen. Hauptverantwortlicher für die Ausschreitungen in Zeven war SA-Sturmführer Wilhelm Schnase. Einen Monat später wurden sie auf freien Fuß gesetzt, nachdem sie eine Erklärung unterschrieben hatten, in der sie eine alsbaldige Auswanderung zusagen mussten. Einige jüdische Familien konnten noch vor Kriegsbeginn emigrieren. Zwei weitere wurden vermutlich im November 1941 ins Ghetto Minsk deportiert. 19 Juden aus Zeven und Umgebung wurden Opfer des Holocaust.
Vor dem Zweiten Weltkrieg hatte Zeven 3233 Einwohner. Nach dem Krieg hatte sich diese Zahl durch den Zuzug von Flüchtlingen fast verdoppelt. Die Stadt wurde von britischen Truppen besetzt, die sich ebenfalls in die Wohnräume einquartierten, so dass es in der Stadt zu einem großen Mangel an Wohnraum kam. Der Ausbau der Stadt stand daher in den Nachkriegsjahren im Vordergrund. Zeven entwickelte sich in der Nachkriegszeit auch zu einem wichtigen regionalen Industriestandort. Das Industriegebiet Zeven-Aspe, im Süden der Stadt, beherbergt eine Anzahl überregional bekannter Industriebetriebe. Ein weiteres Industriegebiet wurde im Norden der Stadt angesiedelt (Nord-West-Ring).
1965 kam es zur Gründung der Samtgemeinde Zeven. 1977 wurde der Landkreis Bremervörde aufgelöst; Zeven gehört seitdem zum Landkreis Rotenburg (Wümme). 2001/02 wurde die Innenstadt neu gestaltet. Die Lange Straße, die bis dahin eine viel befahrene Durchgangsstraße war, wurde zur Fußgängerzone umgebaut und der Verkehr über eine Umgehungsstraße geleitet. 2009 wurde die Zevener Westumgehung eröffnet, die die Bundesstraße 71 und die Bremer Straße verbindet.

### Eingemeindungen
Im Zuge der Gebietsreform in Niedersachsen wurden die zuvor selbständigen Gemeinden Badenstedt, Brauel, Brümmerhof, Brüttendorf, Oldendorf und Wistedt am 1. März 1974 eingegliedert.

### Religion

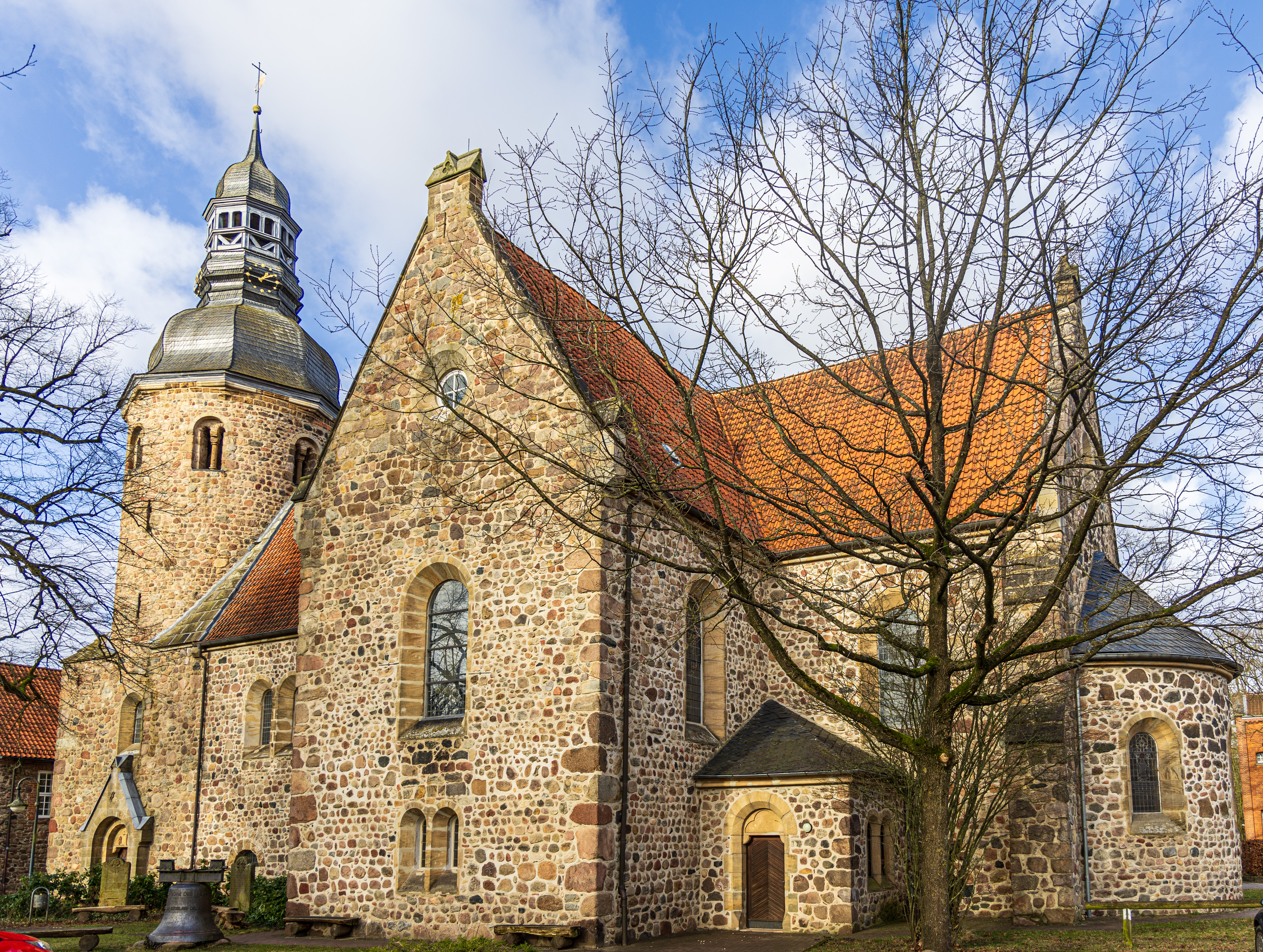
Die St.-Viti-Kirche mit einem Teil des Klosters Zeven

Die St.-Viti-Kirche am Klostergang gehört zum Sprengel Stade der Evangelisch-lutherischen Landeskirche Hannovers. Die katholische Christ-König-Kirche an der Straße Hoftohorn ist eine Filialkirche der Rotenburger Pfarrgemeinde Corpus Christi. Die neuapostolische Kirche an der Kirchhofsallee gehört zur Neuapostolischen Kirche in Norddeutschland.

## Politik

### Rat
Der Rat der Stadt Zeven hat 31 Mitglieder. Dies ist die festgelegte Anzahl für die Mitgliedsgemeinde einer Samtgemeinde mit einer Einwohnerzahl zwischen 12.001 und 15.000 Einwohnern. Die Ratsmitglieder werden durch eine Kommunalwahl für jeweils fünf Jahre gewählt. Die aktuelle Amtszeit begann am 1. November 2021 und endet am 31. Oktober 2026.
Die letzte Kommunalwahl am 12. September 2021 ergab bei einer Wahlbeteiligung von 49,80 % das folgende Ergebnis:
| Partei | Anteilige Stimmen | Anzahl Sitze |
| ------ | ----------------- | ------------ |
| CDU    | 43,58 %           | 13           |
| SPD    | 28,46 %           | 8            |
| Grüne  | 14,77 %           | 5            |
| WFB    | 8,94 %            | 3            |
| FDP    | 4,24 %            | 1            |

### Bürgermeister
Der Rat der Stadt wählte das Ratsmitglied Jens Petersen am 13. April 2023 zum ehrenamtlichen Bürgermeister für die aktuelle Wahlperiode. Zu seinem 1. Stellvertreter wurde Norbert Wolf gewählt, 2. Stellvertreterin ist Martina Stelljes. Der Bürgermeister und seine Stellvertreter sind Mitglieder der Mehrheitsgruppe CDU/FDP/Einfach Grün.

### Wappen
| | Blasonierung: „Gespalten von Rot und Gold (Gelb); vorne zwei schräg gekreuzte silberne (weiße) Schlüssel mit abgewendeten Bärten; hinten in schwarzem Ölkessel, stehend der silbern (weiß) nimbierte, rot gekleidete hl. Vitus, der in der Rechten einen grünen Palmzweig, in der Linken ein schwarzes Buch hält. Unter dem Schild befindet sich ein silbernes (weißes) Band mit der Inschrift in schwarzen Lettern „Stadt Zeven“; das „S“ und das „Z“ in Rot.“ |
| Wappenbegründung: Das 1932 verliehene Wappen erinnert durch die gekreuzten Schlüssel an die jahrhundertelange Landesherrschaft des Erzstiftes Bremen bis zum Übergang an Schweden nach dem Dreißigjährigen Krieg; der hl. Vitus war Patron des 1141 gegründeten Heeslinger Nonnenklosters des Benediktinerordens und gilt als Stadtpatron. | |

### Flagge
|  | 00Hissflagge: „Die Flagge ist rot-weiß-gelb quergestreift mit dem aufgelegten Wappen in der Mitte.“ |

### Gemeindepartnerschaft
Zeven unterhält eine Gemeindepartnerschaft mit der schwedischen Gemeinde Skara.

## Kultur und Sehenswürdigkeiten
- Museum Kloster Zeven
- Altes Gefängnis
- Königin-Christinen-Haus
- St.-Viti-Kirche
- Feuerwehrmuseum
- Gauß-Zimmer Zeven
- Wassermühle Bademühlen

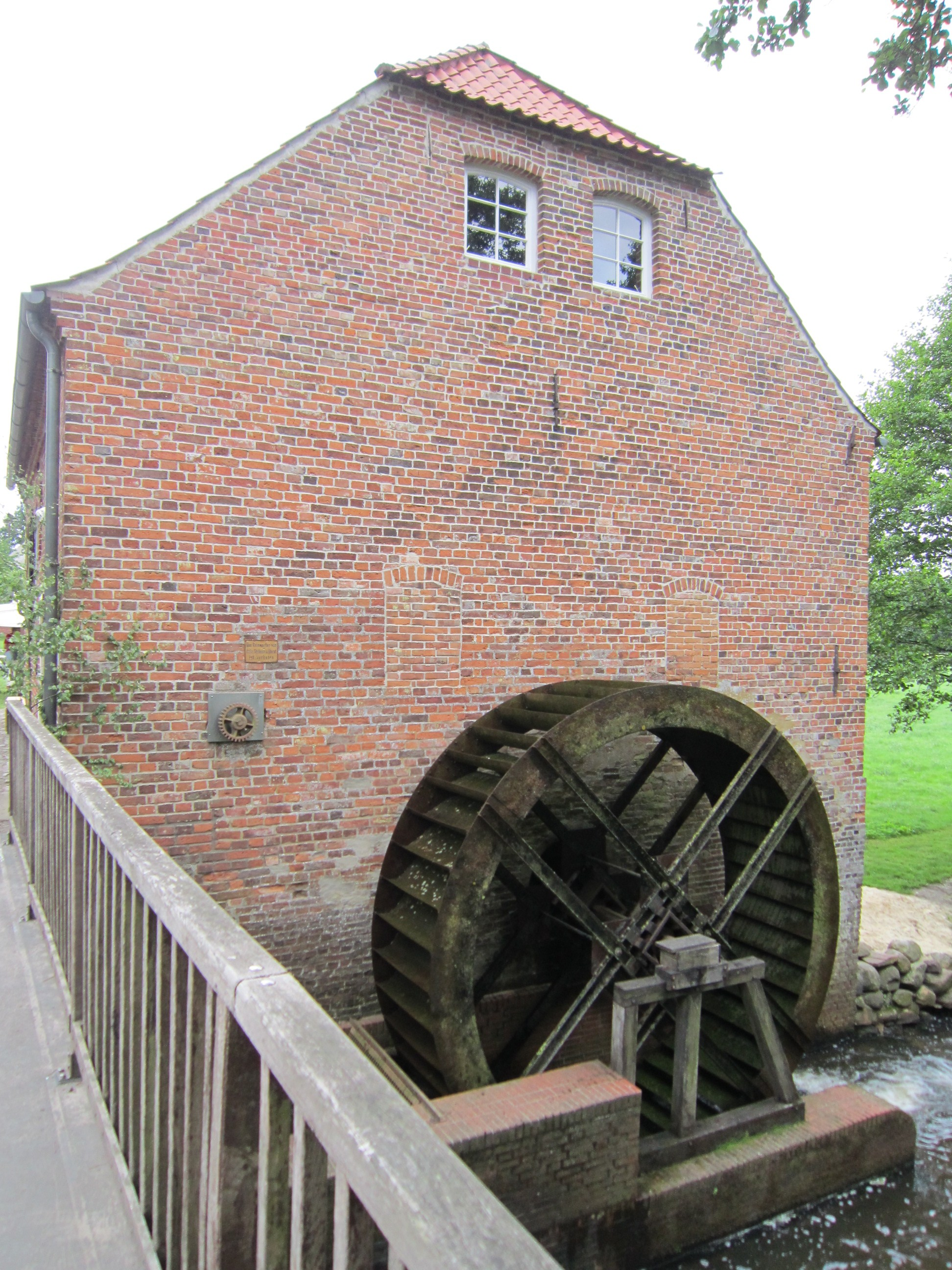
Wassermühle Bademühlen

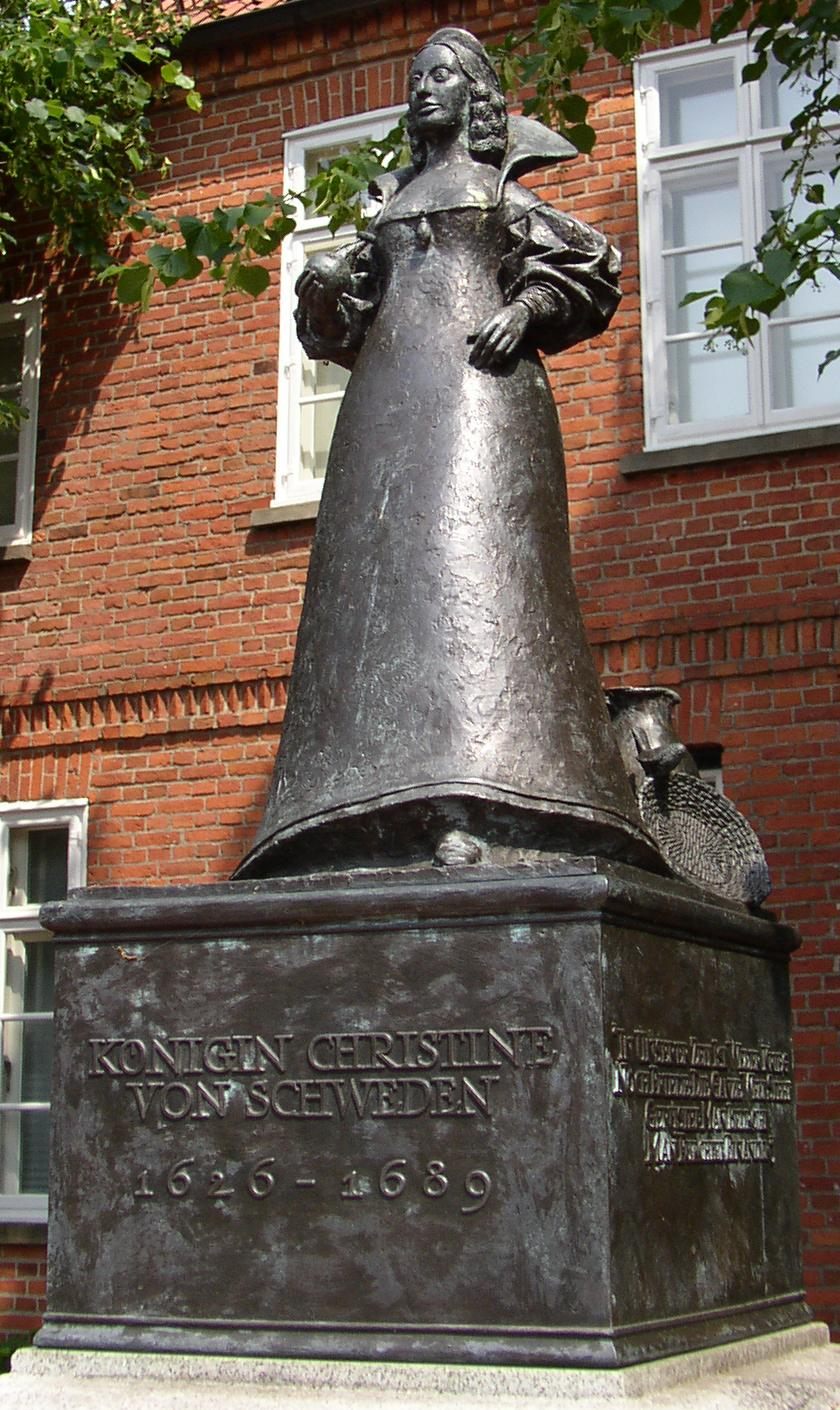
Statue der Königin Christine von Schweden

- Wohn- und Wirtschaftsgebäude Altbremer Straße 6a von um 1810 in Fachwerk
- Steinalkenheide
- Alter Bahnhof
- Haus Neugarten
- Landvolkhaus Zeven
- Vitus-Brunnen von Wolfgang Zach

### Gedenkstätten in Zeven
Im Kernbereich der Stadt Zeven gibt es im öffentlichen Raum an mehreren Stellen Orte zum Gedenken an Kriegsopfer. Dazu kommen noch Gedenkstätten in den zur Stadt gehörenden Dörfern.
Auf dem Friedhof an der Kirchhofsallee finden sich Gedenksteine für Gefallene des Deutsch-Französischen Krieges 1870/71, auf denen auch die Namen der Toten genannt sind. Außerdem befinden sich dort eine Kriegsgräberanlage für Soldaten des Zweiten Weltkrieges und Grabsteine von Personen, die im Zusammenhang mit dem Kriegsgeschehen ums Leben kamen.
Im Randbereich der Stadt, am Nord-West-Ring, existiert eine weitere Kriegsgräberstätte für Opfer des Zweiten Weltkrieges, die in direktem Zusammenhang mit der Heeresmunitionsanstalt Zeven steht und zurzeit neu gestaltet wird.
Rund um das Denkmal für die Gefallenen des Ersten Weltkrieges in der Bäckerstraße (Ecke Klostergang) wurde im Jahr 2014 ein Stelenfeld mit den Namen der im Zweiten Weltkrieg gefallenen Zevener errichtet. Außerdem gibt es in der „Ahe“, dem Zevener Stadtwald, ein von der Bäckerstraße aus erreichbares Denkmal mit der Inschrift „Den Toten der Weltkriege“ auf einem beeindruckenden Findling. Die Aufstellung dieses Denkmals wurde 1957–1960 im Rat der Stadt Zeven beraten und 1960 durchgeführt. Dabei wurde auf die Nennung von Namen verzichtet.
Auf dem jüdischen Friedhof Zeven gibt es seit dem Jahr 2008 einen Gedenkstein mit den Namen der ermordeten Juden. Im Garten des Königin-Christinen-Hauses findet sich – am Ausgang zur Rhalandstraße gegenüber der Skulptur „Kain und Abel“ – ein Gedenkstein für die Opfer der nationalsozialistischen Gewaltherrschaft.

### Sport
Schon 1894 wurde der erste Sportverein der Stadt, der TuS Zeven, gegründet.
Von 2007 bis 2009 fand im Oktober jährlich der „Große Preis von Zeven“ statt. Bei der Laufveranstaltung stand neben dem Halbmarathon der 10-km-Lauf und (ab 2008) ein 5-km-Jedermannlauf im Angebot; nach dem Rückzug des Titelsponsors wurde diese Veranstaltung nicht weitergeführt. Für den Laufnachwuchs wurden Kinderläufe angeboten, Start und Ziel befanden sich in der Zevener Fußgängerzone. Seit 2012 wird diese Laufveranstaltung unter dem Namen „Zevener Sparkassen Stadtlauf“ wieder durch die LAV Zeven veranstaltet. In diesem Rahmen wurden im Jahr 2017 auch die Niedersächsischen Meisterschaften im Halbmarathon durchgeführt. Zudem gehören der Reitverein Zeven und die LAV Zeven zum sportlichen Angebot. Die erste Mannschaft der Fußballabteilung des TuS Zeven spielt in der Saison 2023/24 in der 1. Kreisklasse Nord, der neunthöchsten Spielklasse im deutschen Fußball (Stand 29. Juni 2023). Über dies ist der TuS Zeven ein Partnerverein des Hamburger SV.
Am 26. November 2016 fand ein Rennen des Cyclocross-Weltcup in Zeven statt.
In der Sportanlage an der Kanalstraße findet jährlich an Pfingsten das Nationale Pfingstsportfest der LAV Zeven statt.

## Niederländische Einwohner
1956 wurden Bundeswehreinheiten in der Kaserne Seedorf stationiert. Von 1963 bis 2006 befand sich dort das Hauptquartier des niederländischen Eerste Legerkorps. Im Oktober 2006 wurde dort der überwiegende Teil der deutschen Luftlandebrigade 31, welche später zum Fallschirmjägerregiment 31 umgegliedert wurde, stationiert.
Durch das sogenannte Budel-Seedorf-Abkommen wurde 1963 die Kooperation zwischen Deutschland und den Niederlanden formell geregelt. Deutsche Soldaten zogen in die Nassau-Dietz-Kaserne nach Budel in der niederländischen Provinz Noord-Brabant und niederländische Soldaten wurden in der Kaserne Seedorf in der Nähe von Zeven stationiert. Die neue 41. Panzerbrigade sollte in Seedorf zu einer fast 3.000 Mann umfassenden Kampfeinheit werden, die immer einsatzbereit war. Nach dem Fall der Mauer blieben die niederländischen Soldaten in Seedorf und bildeten ab 1993 mit deutschen Einheiten das I. Deutsch-Niederländisches Corps. Es erfolgte ein Zuzug von Familien von Berufssoldaten nach Zeven. Es wurden niederländische Schulen gegründet (Grundschule Oranje Nassau School und kooperative Gesamtschule Prins Willem Alexander School), ein Kindergarten und eine Poliklinik geschaffen sowie niederländische Bräuche und Feste eingeführt. Beispiele sind der Besuch des Sinterklaas mit seinen Zwarte Pieten, die Feiern zum Koningsdag und die seit 1968 organisierten Vier-Abend-Märsche.

## Wirtschaft und Infrastruktur

### Ansässige Unternehmen
- Das Unternehmen Mapa produziert Hygienehandschuhe und andere Haushaltsreinigungsprodukte der Marke Spontex sowie Kondome der Marken Blausiegel, Fromms und Billy Boy, dazu Babyartikel der Marke NUK.
- Bundesweit bekannt ist die Marke „Milram“ für Milchprodukte des Zevener DMK (Deutsches Milchkontor, vormals Nordmilch).
- Die Lisega SE ist ein Hersteller für Rohrleitungshalterungen.
- Die Sanovo Eiprodukte GmbH & Co. ist ein Anbieter auf dem Gebiet der Eiprodukte.
- Die Zevener Volksbank hatte ihren Sitz in Zeven, bevor das Unternehmen 2023 mit der Volksbank eG Bremerhaven-Cuxland zur Volksbank im Elbe-Weser-Dreieck fusionierte.[16]
- Die Sparkasse Rotenburg Osterholz hat ihren Sitz in Zeven.

### Medien und Navigationseinrichtungen
- Lokalnachrichten für Zeven und Umgebung stehen in der Zevener Zeitung.
- Auf dem Gelände des ehemaligen DECCA-Senders Zeven befindet sich seit 2004 ein Sender des Differential Global Positioning Systems. Der knapp 100 Meter hohe, zuletzt für Richt- und Mobilfunk genutzte ehemalige DECCA-Sendemast wurde am 19. April 2017 gesprengt, nachdem für die Funkdienste, die ihn nutzten als Ersatz ein 65 Meter hoher, freistehender Stahlfachwerkturm errichtet wurde[17]

### Bildungseinrichtungen
- Aue-Mehde-Grundschule
- Gosekamp-Grundschule
- Carl-Friedrich-Gauß-Schule (Integrierte Gesamtschule; hervorgegangen aus der Carl-Friedrich-Gauß-Hauptschule und der Carl-Friedrich-Gauß-Realschule)
- Janusz-Korczak-Schule (Förderschule)
- Kivinan – Das berufliche Bildungszentrum (Berufsbildende Schule)
- St.-Viti-Gymnasium Zeven
- Volkshochschule Zeven

### Sozialeinrichtungen
Zeven war bis Ende 2018 Standort des OsteMed Martin-Luther-Krankenhauses, eines Akut-Krankenhauses des Landkreises Rotenburg/Wümme. Nach Beschluss des Kreistages vom 11. April 2018 wurde das Krankenhaus geschlossen und die stationäre Versorgung im OsteMed Klinikum Bremervörde gebündelt. In Zeven sind seitdem lediglich medizinische Versorgungszentren und Arztpraxen angesiedelt.

### Verkehr
Von Norden nach Süden durchquert die Bundesstraße 71 die Stadt.
Zeven liegt an den von der Eisenbahnen und Verkehrsbetrieben Elbe-Weser (EVB) heute nur noch im Güterverkehr betriebenen Bahnstrecken Bremervörde–Rotenburg (Wümme) und Wilstedt–Zeven–Tostedt, die von Wilstedt über Zeven, Heeslingen und Sittensen nach Tostedt führt. Die Strecke von Zeven nach Wilstedt wurde durch die Mittenwalder Eisenbahnimmobiliengesellschaft mbH & Co. KG des Berliner Unternehmers Axel Pötsch von der evb gekauft und wird seitdem als Draisinenbahn Wilstedt betrieben. Es bestehen die Güterbahnhöfe Zeven (Han) an der Verbindung Rotenburg–Zeven–Bremervörde sowie Zeven Süd und Zeven Nord an der Wilstedt-Zeven-Tostedter Eisenbahn. Die Bahnhöfe Zeven Süd und Zeven (Han) liegen direkt benachbart und besitzen eine Gleisverbindung.
Zeven liegt am Radfernweg Hamburg–Bremen.

## Persönlichkeiten

### Ehrenbürger
- Fritz Busse (1912–1989), Kommunalpolitiker (SPD)
- Willi Schönfelder (1918–2011), Kommunalpolitiker (CDU, SPD), Ehrenbürger seit 2005 wegen außergewöhnlicher kommunalpolitischer und ehrenamtlicher Verdienste
- Hans-Herlof Hardtke (* 1939), Unternehmer

### Söhne und Töchter der Stadt
- Christian Daniel von Finckh (1766–1813), Widerstandskämpfer gegen die napoleonischen Besatzungstruppen
- Gottlieb Ziermann (1824–1895), Generalmajor
- Julius Uffelmann (1837–1894), Mediziner und Medizinhistoriker
- Theodor Held (1859–1947), Kaufmann und nationalliberales Mitglied des Deutschen Reichstags und des Preußischen Abgeordnetenhauses
- Georg Weidenhöfer (1882–1956), NS-Politiker und Mitglied des Volksgerichtshofs
- Wilhelm Büning (1885–1964), lutherischer Theologe
- Paul Fenn (1891–1976), Kapitän zur See und Direktor
- Heinz-Günter Bargfrede (* 1942), Politiker (CDU), Mitglied des Bundestages
- Detlev Jasper (* 1942), Historiker
- Karin Wilhelm (* 1947), Kunst- und Architekturhistorikerin
- Hans-Heinrich Ehlen (* 1949), Politiker (CDU), Abgeordneter im niedersächsischen Landtag und niedersächsischer Landwirtschaftsminister
- Eckart Brandt (* 1950), Pomologe
- Brunhilde Rühl (* 1950), Politikerin (CDU), Abgeordnete im Landtag von Niedersachsen
- Wilfried Dubbels (* 1950), Apotheker, Autor und Bodybuilder
- Christian-Friedrich Vahl (* 1955), Herzchirurg und Direktor der Klinik für Herz-, Thorax- und Gefäßchirurgie an der Johannes Gutenberg-Universität Mainz
- Rolf Mahnken (* 1957), Ingenieur, Wissenschaftler und Hochschullehrer
- Heiner Hastedt (* 1958), Philosoph
- Sabine Reh (* 1958), Pädagogin und Hochschullehrerin
- Udo Thies (* 1958), Schauspieler
- Hans-Jürgen Bargfrede (* 1959), ehemaliger Fußballspieler (Werder Bremen, FC St. Pauli und Preußen Münster)
- Andreas Maske (* 1959), Unternehmer und Honorargeneralkonsul
- Werner Müller (* 1960), Wirtschaftswissenschaftler und Hochschullehrer
- Werner Wölbern (* 1961), Schauspieler, erwarb am St.-Viti-Gymnasium sein Abitur
- Diana Stachowitz (* 1963), Politikerin (SPD), Abgepordnete im Landtag von Bayern
- Johannes Hallmann (* 1964), Agrarwissenschaftler der Phytomedizin
- Jörg Neblung (* 1967), Sportleragent und Spielervermittler
- Doris Fitschen (1968–2025), Fußball-Nationalspielerin; bestritt zwischen 1986 und 2001 insgesamt 144 Spiele mit der deutschen Frauen-Nationalmannschaft
- Matthias Müller (* 1971), Jazzposaunist
- Thomas Lindner (* 1974), Folk-Rock-Musiker
- Bente Scheller (* 1975), Politikwissenschaftlerin, Nahost-Expertin
- Daniel Mahnken (* 1977), Floorballspieler und -trainer
- Eike Holsten (* 1983), Politiker (CDU), Abgeordneter im Landtag von Niedersachsen
- Florence Joy (* 1986), Pop-Sängerin
- Fynn Kliemann (* 1988), Webdesigner, Unternehmer, Musiker, Autor und YouTuber
- Philipp Bargfrede (* 1989), Fußballspieler (Werder Bremen)